# Passion (album In-Grid)
Passion – czwarty, studyjny album włoskiej wokalistki In-Grid. Utwory na krążku śpiewane są po francusku i po angielsku. Płyta została wydana 17 grudnia 2009 w Rosji, za sprawą Russian Digital Sound Records, a 4 lutego 2010 we Włoszech dzięki Energy Production.

## Single
- Na pierwszy singel promujący krążek wybrano „Le dragueur”, wydany 17 kwietnia 2009[5] w wersji digital download, a 12 października 2009[6] w wersji singel cd.
- Drugi oficjalny singel to utwór „Les fous”, wydany 18 grudnia 2009[7].
- Trzeci oficjalny singiel jest zatytułowany „Vive le swing”.

## Lista utworów
1. „Les fous” (Ingrid Alberini, Tomas Kollder, Sven Kolandson, Jonas Wesslander) - 3:31
2. „Le dragueur” (Elvio Moratto, Riccardo Persi, Davide Rizzatti, Federico Panzanini, Ingrid Alberini, Mario Romano) - 3:13
3. „Amour ma passion” (Ingrid Alberini, Davide Riva, Nicola Zucchi) - 3:23
4. „Chaos” (Ingrid Alberini, Tomas Kollder, Sven Kolandson, Jonas Wesslander) - 3:20
5. „Movie Star” (Ingrid Alberini, Federico Panzanini) - 3:48
6. „Jalousie” (Ingrid Alberini, Riccardo Eberspacher, Tomas Kollder) - 3:16
7. „Les jeux sont faits” (Daniela Galli, Giuseppe Pisto, Marco Prati, Ingrid Alberini, Roberto Vernetti) - 3:21
8. „Sweet Desire” (Ingrid Alberini, George Micansky) - 3:27
9. „Vive le swing” (Ingrid Alberini, Davide Riva) - 3:19
10. „C'est l'amour” (Ingrid Alberini, Roberto Zappalorto, Ottavia Cosi, Renato Giorgi) - 3:22
11. „Le cri du cœur” (Ingrid Alberini, Elio Baldi Cantù, Alessandro Nidi) - 3:47
12. „Tout pour toi” (Ingrid Alberini, Tomas Kollder, Sven Kolandson, Jonas Wesslander) - 3:15
13. „Papillonne sur moi” (Ingrid Alberini, Federico Montefiori, Francesco Montefiori) - 3:30
14. „A ma façon” (Ingrid Alberini, Elio Baldi Cantù, Alessandro Nidi) - 3:16
15. „Tu es là?” (featuring Pochill) (Sannie Carlson, Marco Soncini) - 3:26